# Łopata Słowacka
Łopata Słowacka – nazwa półwyspu w głębokim meandrze rzeki Poprad, położonego na Słowacji w regionie Szarysz, kraju preszowskim, powiecie Lubowla przy granicy polsko-słowackiej. Teren niezamieszkały, zalesiony ze wzgórzem Ołtarik (485 m n.p.m.)

## Historia
W latach 1918 – 1937 w wyniku rozpadu monarchii austro-węgierskiej półwysep należał do powstałej Czechosłowacji. W 1938 teren położony naprzeciw Żegiestowa Zdroju nad Popradem, koło miejscowości Sulín, zwany Słowacką Łopatą lub Spiską Łopatą, (przed II wojną błędnie nazywany Czeską Łopatą), został przyłączony do Polski. W trakcie kampanii wrześniowej półwysep zajęły wojska słowackie. Układem Ribbentrop – Černák zawartym w Berlinie 21 listopada 1939  został przekazany przez III Rzeszę Słowacji. Po zakończeniu II wojny światowej przywrócono przebieg granicy z 1937 i teren został ponownie przyznany ówczesnej Czechosłowacji.13 czerwca 1958 rządy Polskiej Rzeczypospolitej Ludowej i Republiki Czechosłowackiej podpisały porozumienie ostatecznie zamykające spory graniczne. Postanowiono, że granicę między obu państwami stanowić będzie na tym terenie linia graniczna polsko - czechosłowacka sprzed 1938. 
W dniu 29 lipca 2002 została sporządzona w Starej Lubowli umowa między Rzeczpospolitą Polską a Republiką Słowacką o przebiegu granicy państwowej i zatwierdzeniu dokumentacji granicznej tego odcinka na rzece Poprad, ustalonego w 1958.